# Art subversif
L'art subversif est la forme d'art connue par les sociétés lors de périodes révolutionnaires et destinée à modifier le système en place par l'illustration de ses défauts ou par la promotion de valeurs différentes voire antagonistes. Une alternative au système dominant peut s'exprimer par la créativité artistique, amorçant ainsi une révolution des modes de pensée.
L'art subversif est souvent exposé dans des lieux publics, car ceux-ci facilitent l'anonymat et l'exposition à un large public sans autorisation. L'art urbain en particulier utilise ces moyens.